# Palais Campofranco

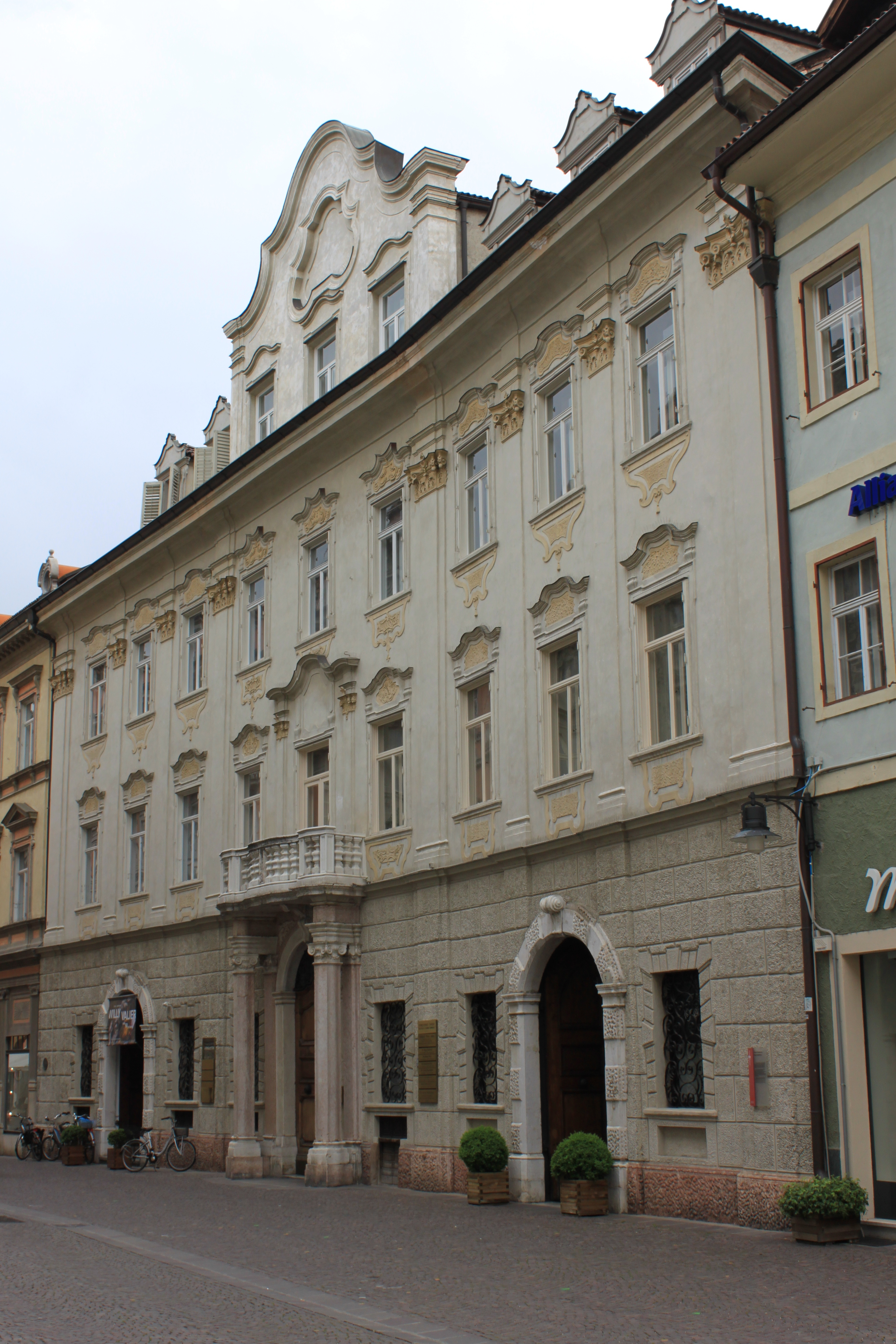
Fassade und Eingang des Palais Campofranco in der Mustergasse

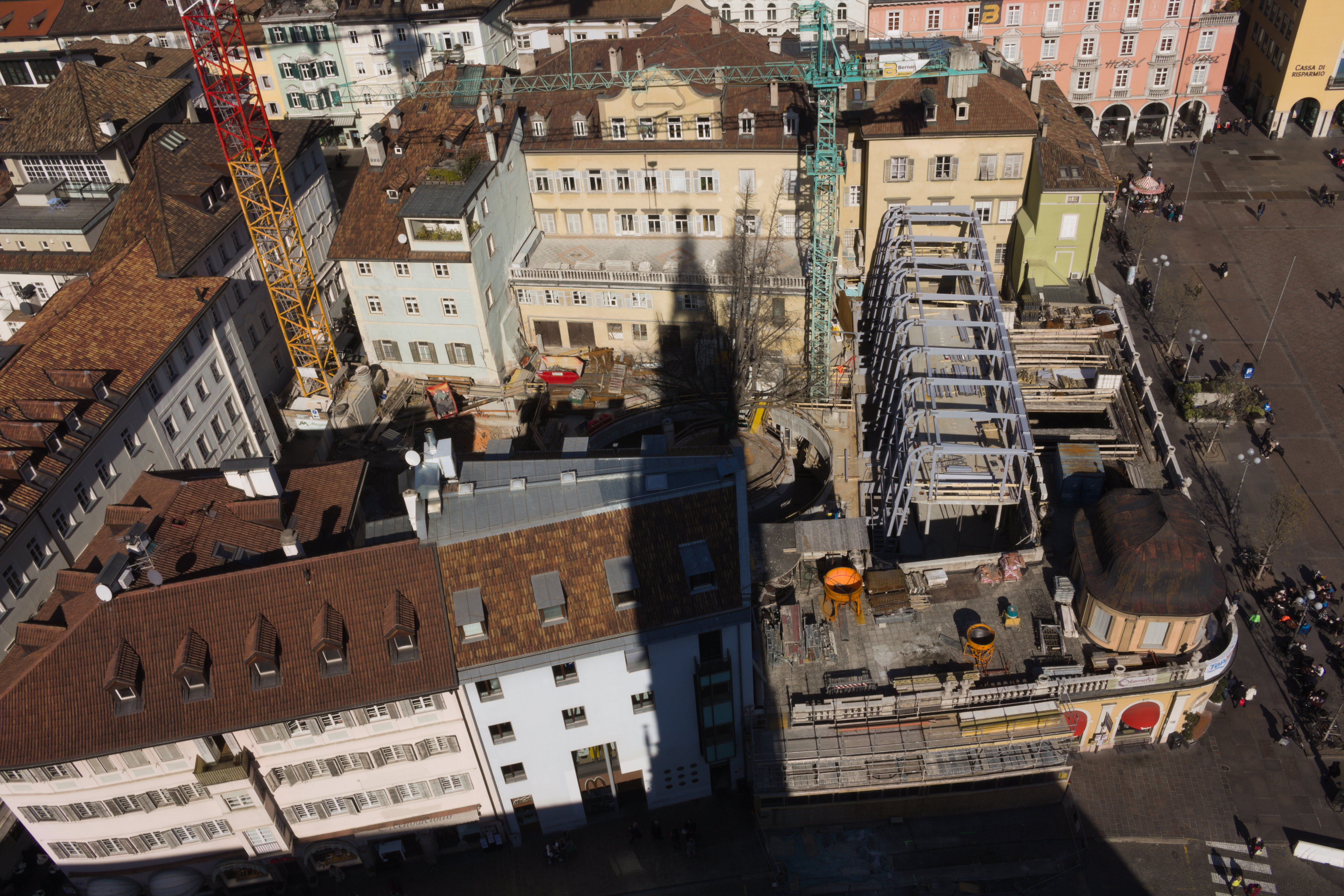
Luftansicht vom Turm der Pfarrkirche Maria Himmelfahrt aus, aufgenommen während der Restaurierung 2019

Das Palais Campofranco ist ein Haus im Zentrum von Bozen. Es liegt zwischen der Mustergasse und dem Waltherplatz und steht seit 1952 unter Denkmalschutz. Seit 2021 sind Teile des Gebäudes und seines Innenhofs als Geschäftsflächen und Gastronomie ganzjährig für die Öffentlichkeit zugänglich. Eigentümer ist Georg Kuenburg.

## Beschreibung
Der Innenhof verbindet mit seinen Toren in Ost- und Westrichtung den Waltherplatz mit der Mustergasse.

## Geschichte
Das Palais war ursprünglich in der Hand der reichen Florentiner Bankiersfamilie der Botsch, die um 1300 als Kaufleute und Geldverleiher nach Bozen gekommen und 1342 geadelt worden waren. Nach dem Erlöschen der Botsch von Zwingenburg und Auer im Jahr 1637 blieb das Gebäude in herrschaftlichem Besitz und wurde von der Bozner Kaufherrenfamilie von Mayrl 1764  zum Barock-Palais umgebaut und damit in die heutige Form gebracht. Als Erzherzog Rainer 1848 sein Amt als Vizekönig von Lombardo-Venetien niederlegte, erwarb er den Palast als Ruhesitz und lebte darin als Privatmann bis zu seinem Tode im Jahr 1853. Das Palais ist nach seiner Enkelin, der Fürstin Campofranco, benannt, die es bis 1936 bewohnte.
Von den 1990er Jahren bis zum Beginn der Restaurierung wurde der Innenhof alljährlich als Teil des Bozner Christkindlmarktes geöffnet.

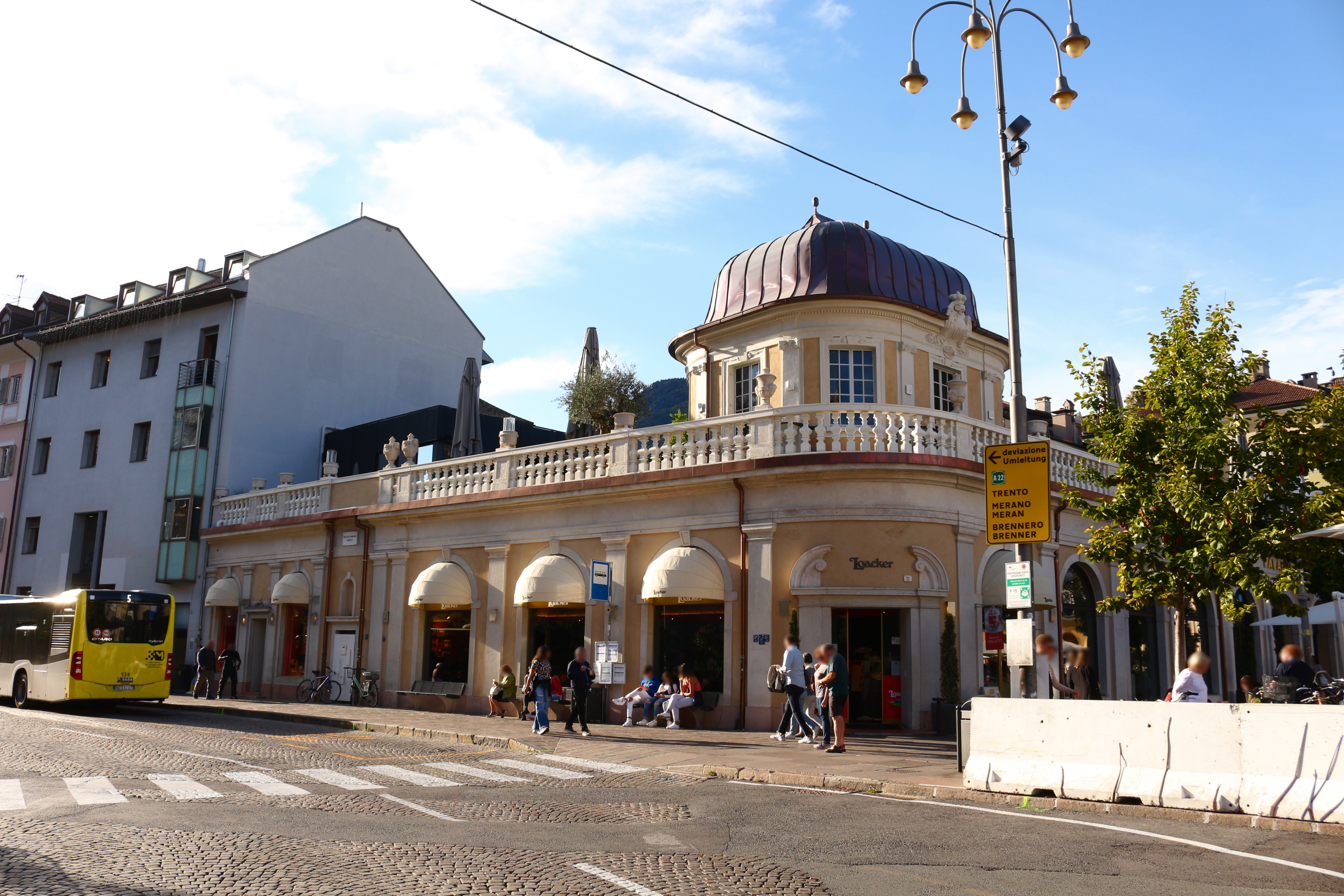
Restauriertes Palais mit Dachterrasse, 2022

Im Rahmen einer umfassenden Neugestaltung wurden 2019–2021 insbesondere der dem Waltherplatz zugewandte, im frühen 20. Jahrhundert nach Entwürfen der Münchner Architekten Alois und Gustav Ludwig errichtete Trakt, sowie der gesamte Innenhof restauriert. Die bestehende Kubatur wurde um ein Untergeschoss und Zubauten an der Grenze zur Mustergasse ergänzt und die Dachterrasse der Öffentlichkeit zugänglich gemacht. Der zum Zeitpunkt der Arbeiten rund 160 Jahre alte Ginkgo – ein Geschenk von Elisabeth von Österreich-Ungarn an ihren Onkel Heinrich – mitten im Innenhof wurde während der Tiefbauarbeiten mitsamt Erdreich eingefasst, was Dauer und Kosten des Projekts erhöhte.
Das neugestaltete Palais Campofranco wurde der Presse am 6. September 2021 vorgestellt.